# 井垵北極殿
井垵北極殿，俗稱井仔垵北極殿，又作井垵上帝廟，台灣澎湖縣馬公市廟宇，嵵裡澳角頭廟之一，井垵里公廟，主祀玄天上帝。創建年份不詳，相傳自明朝崇禎三年（1630年）開基，古稱五鄉宮或五方間。法師流派為「閭山派」。:60–62

## 沿革
「井垵」之名可追溯清領時期，乾隆32年（1767年）澎湖通判胡建偉所編著的《澎湖紀略》中，最初被記載為「井仔垵社」，屬嵵裏澳、日治時期改稱「井仔垵鄉」、1945年曾一度與南鄰的嵵裡里合併，作「嵵垵里」，現今又獨立為「井垵里」。
井垵北極殿建廟確切年份不詳，傳聞中明代崇禎三年（1630年）間有移民遷入井垵後，亦奉迎玄天上帝，建上帝廟，清代才改稱北極殿。
井垵北極殿相傳於道光年間興建「武壇」，而光緒年間另起「文鸞」，其廟宇修建次數不可考，僅能確定於日治時期的大正十年（1921年）、民國58年（1969年）和民國90年（2001年）有修建紀錄。其中在大正年間的修建，信眾乃奉有「天玄一脉」和「德並東山」兩匾額予井垵北極殿。
井垵北極殿現貌乃肇建於民國90年（2001年）的重建工程，該次重建委員會成立於民國88年（1999年），先將舊廟旁的社區活動中心拆除、廟舍擴建成三層樓高的鋼筋混凝土建築，基地面積122坪，廟身方位坐東南朝西北，緊鄰澎201縣道井垵聚落的西南端，順利於民國90年（2001年）四月竣工，總計耗資新台幣2762萬元整。

## 鸞堂
明治43年（1910年），井垵北極殿開辦鸞堂，即「修身社培善堂」:47，日治時期鸞務極為活躍，曾編撰三部善書，分別是1910年的《勸世新篇》、1919年的《啟化金篇》以及1934年的《喜世重篇》；二戰之後又有1947年的《五心金篇》、1955年《化民金篇》、1973年《正明金篇》和1985年《正文金篇》等四部善書陸續出版。

## 軼聞
相傳幾百年前，五尊神明乘著帆船來到井仔垵，分布嵵裡澳鄰近村里的村民（來自嵵裡、山水、鎖港、鐵線等，此區皆屬於澎湖的「澎南地區」，又稱作「圓頂半島」）聽講後，便紛紛至井仔垵欲請神尊回去，當時以「擲筊」來決定，井仔垵社為上帝公、嵵裡社為水仙尊王、豬母落水社（山水社）為太子爺、小管港社（鎖港）為池府王爺、鐵線尾社則是朱府王爺；由於五尊神明皆是從井仔垵所分出，所以此也是井垵北極殿古名「五方間」之由來。

## 圖輯

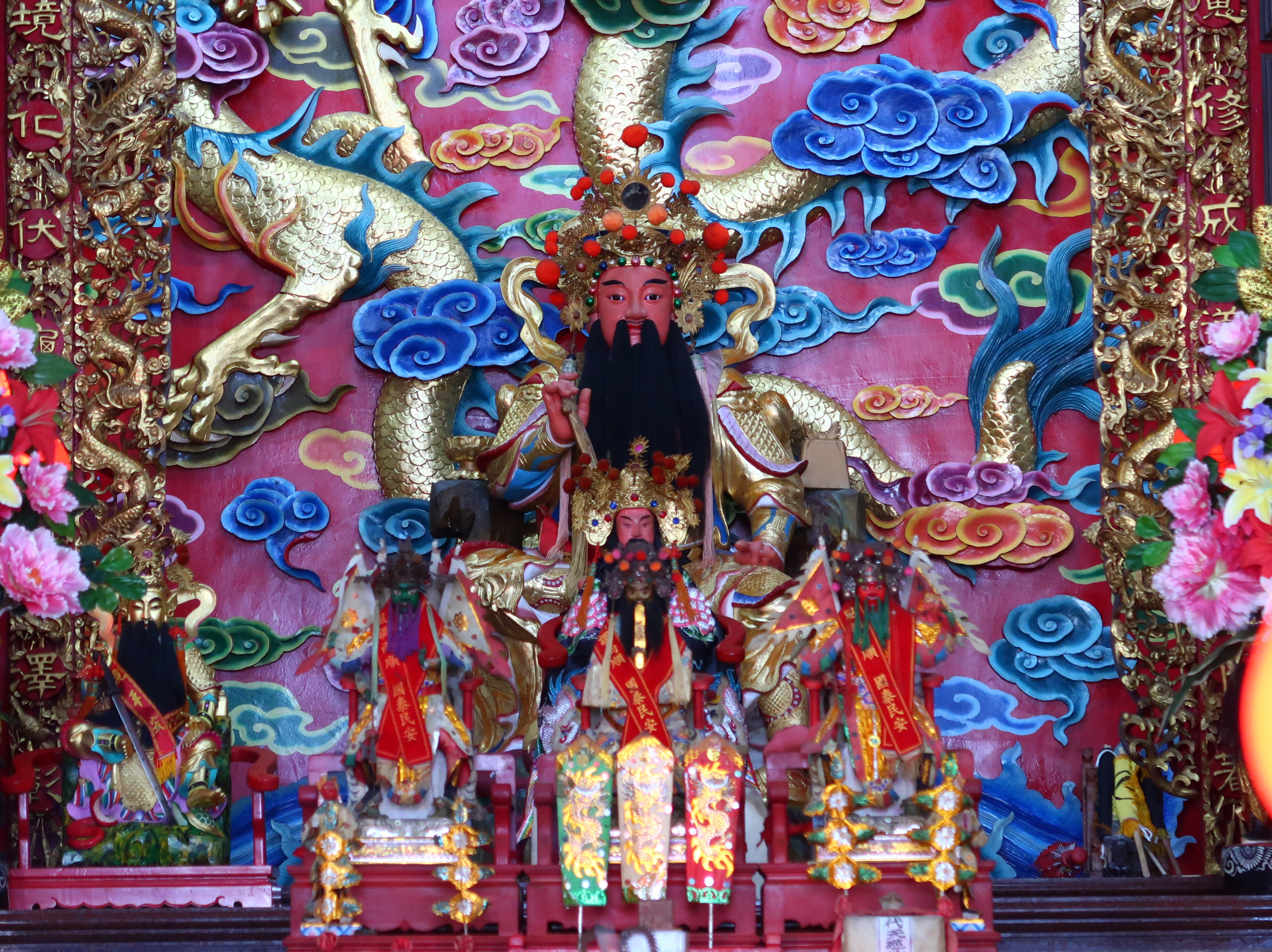
玄天上帝金身
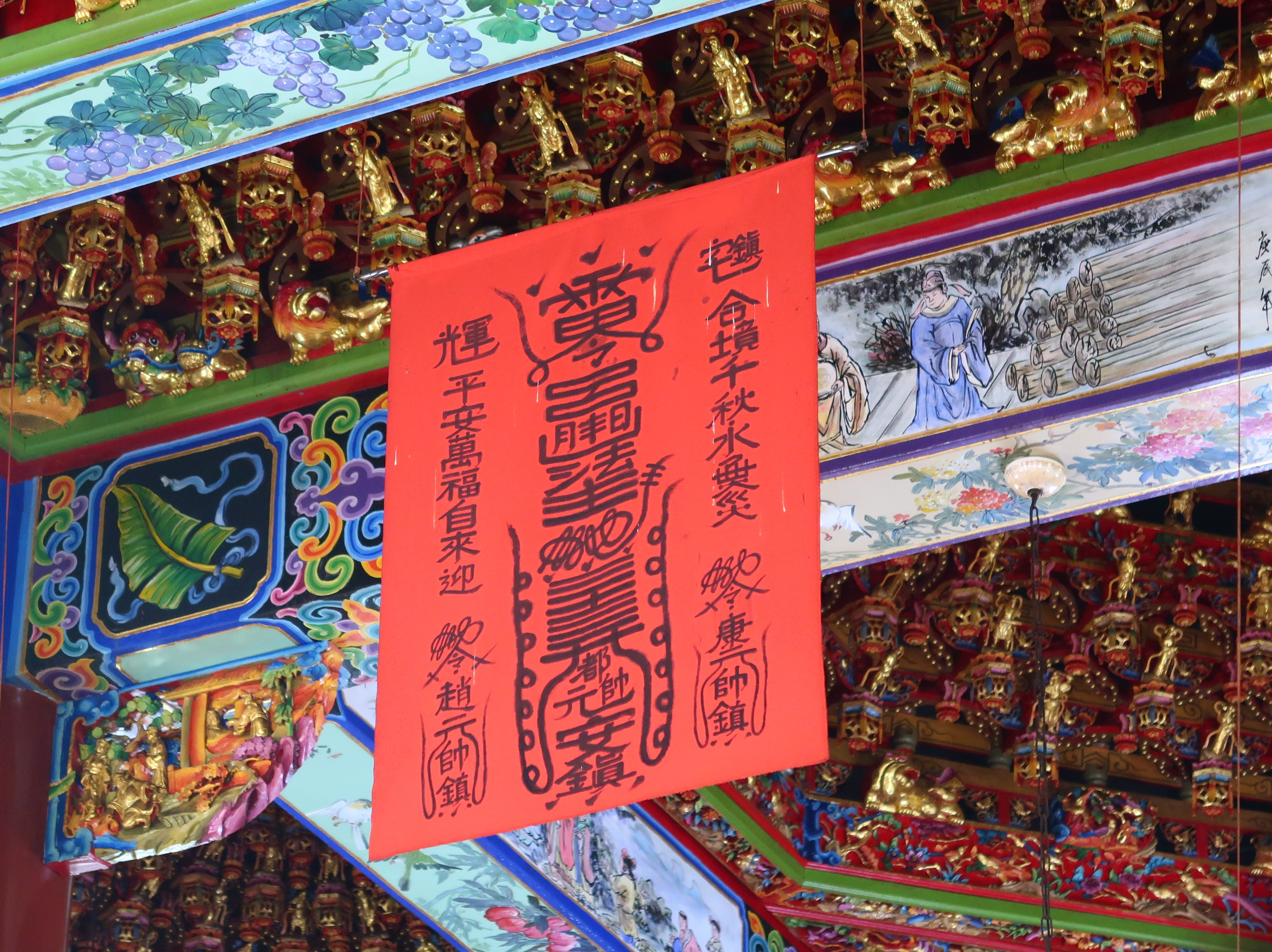
大符雷令
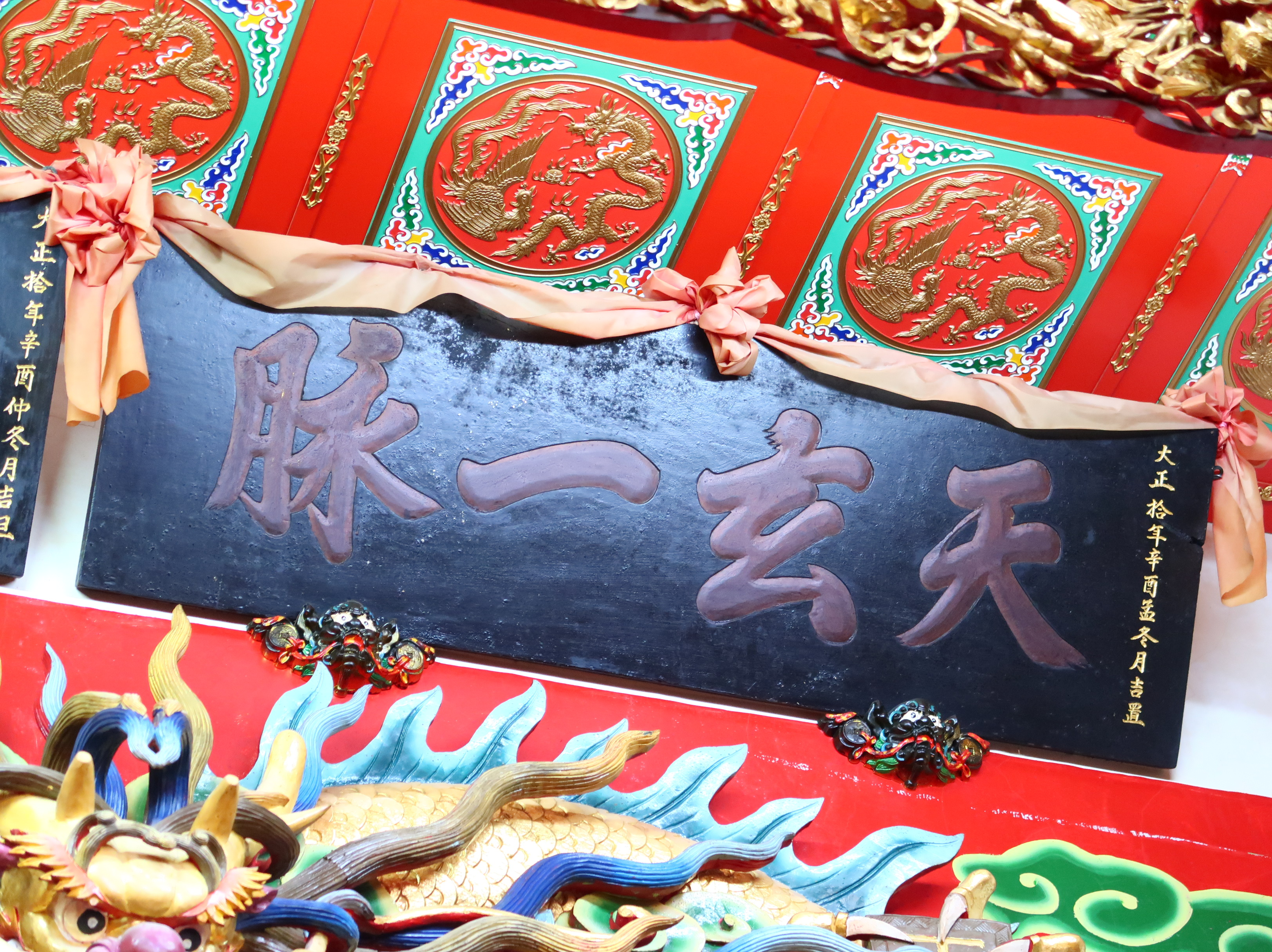
天玄一脉匾
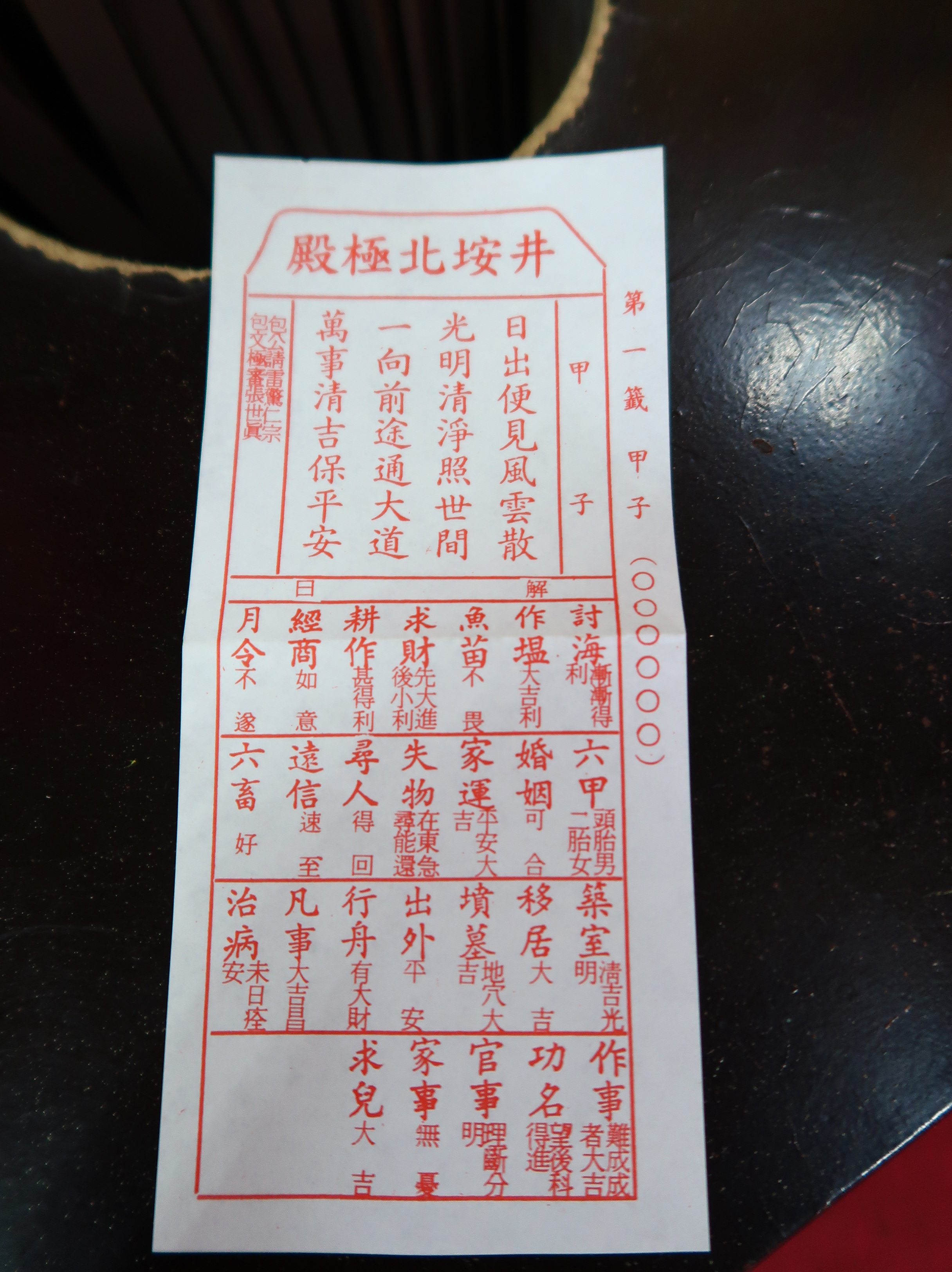
六十甲子籤
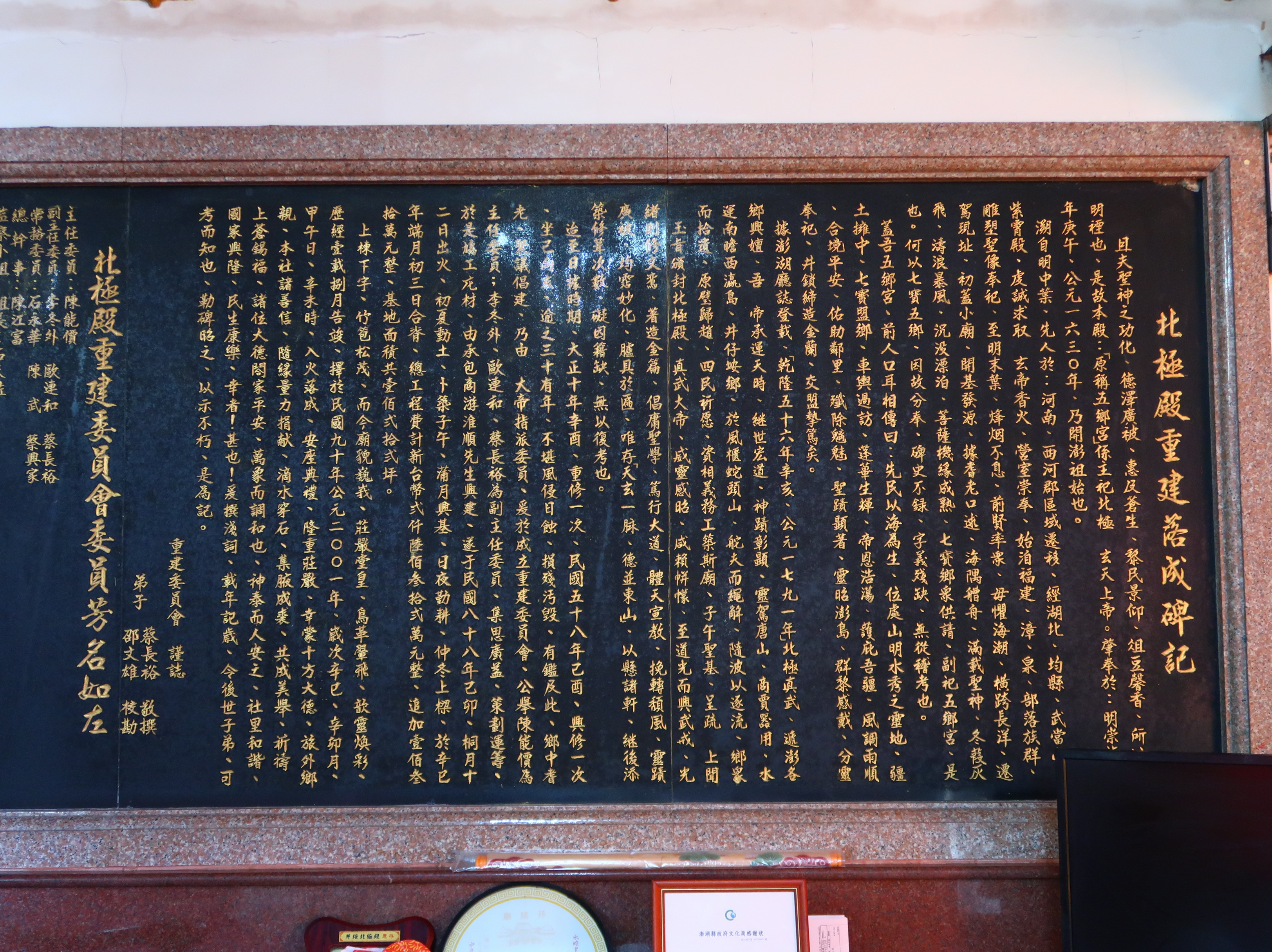
碑文沿革記
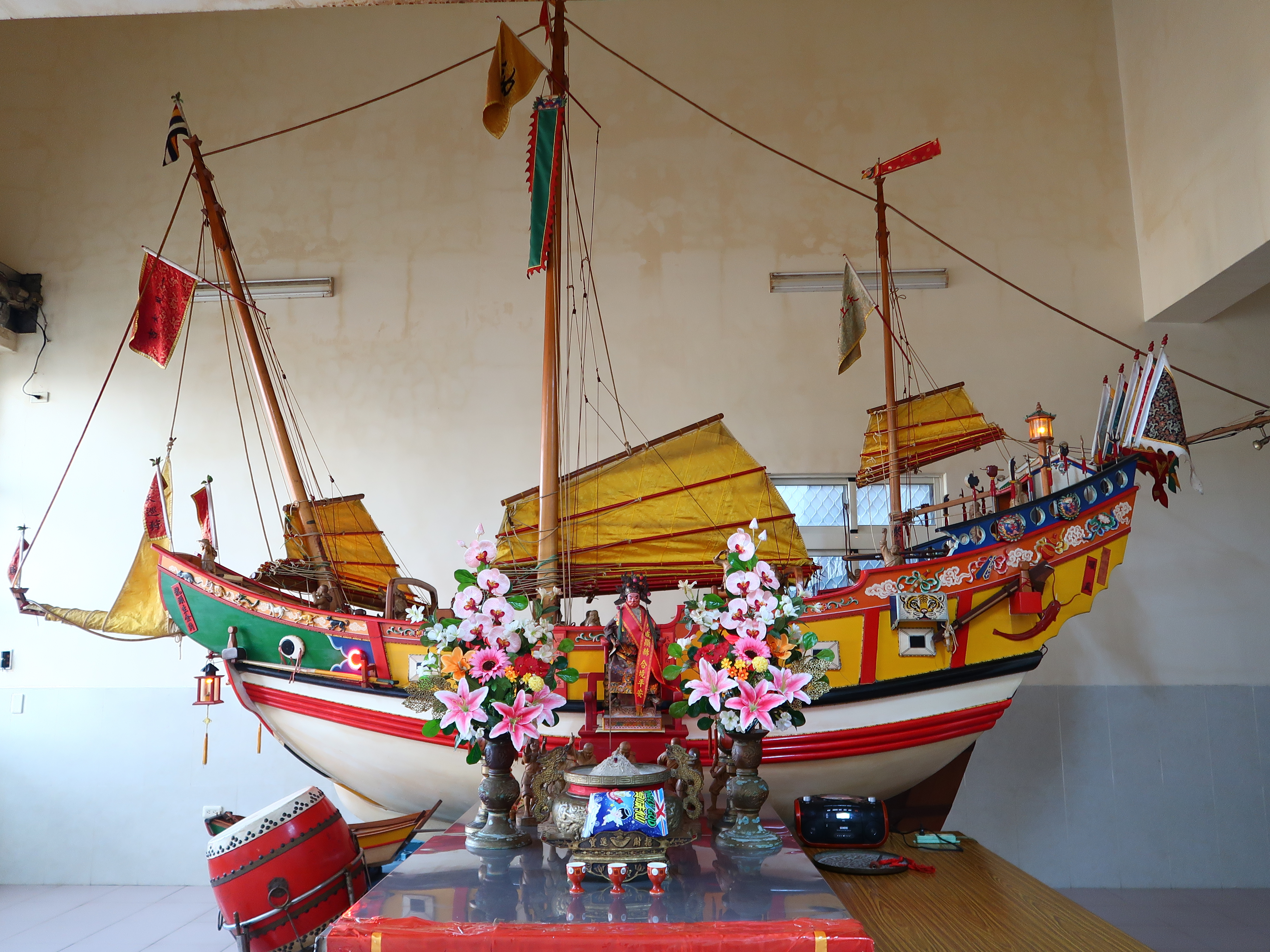
王船（2019年）
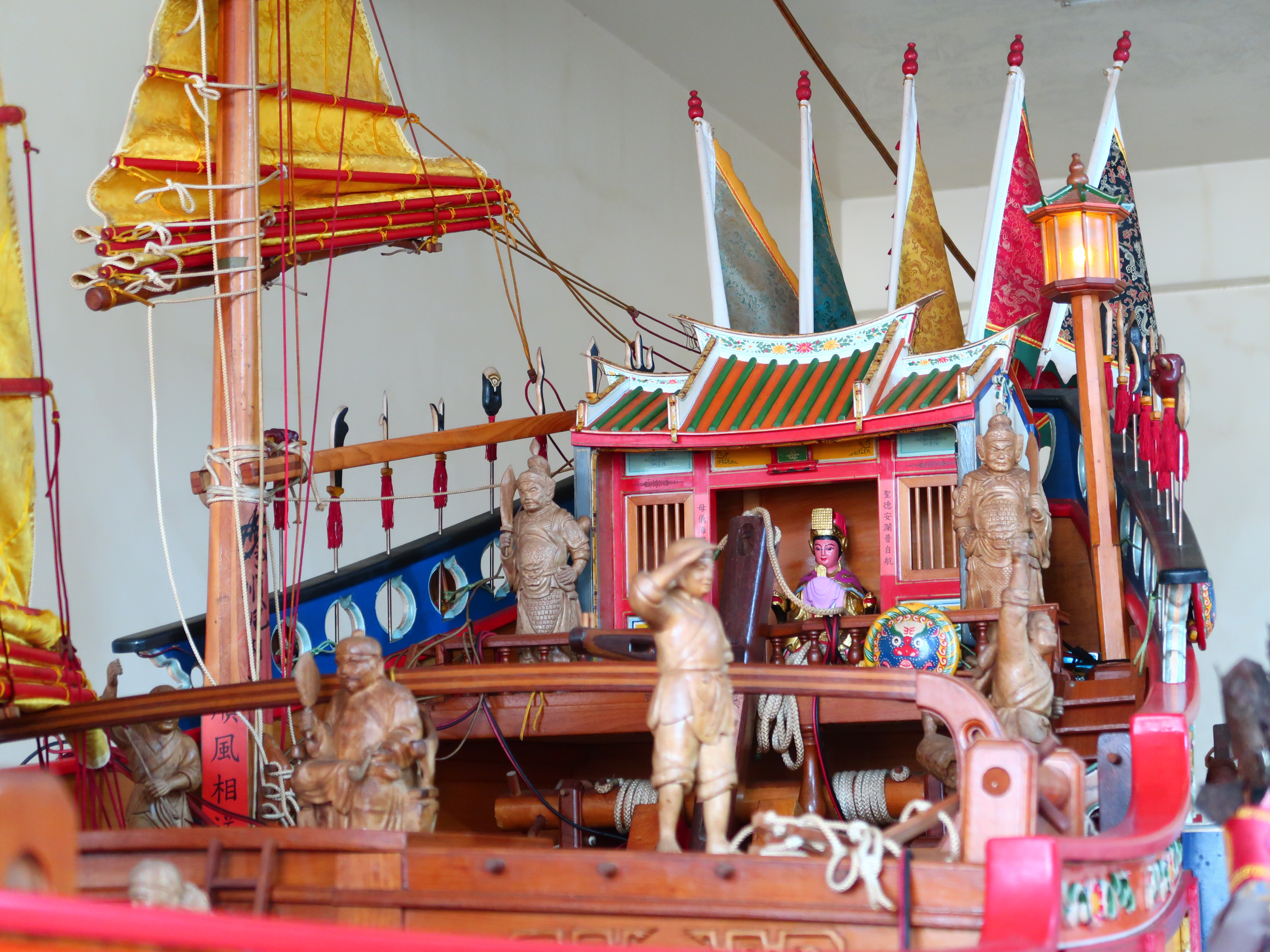
王船內部（2019年）